# Галензовский, Стефан Петрович
Сте́фан (Степа́н) Петро́вич Галензо́вский (Галэнзо́вский) (пол. Stefan Galenzowski; 30 ноября 1863, Варшава — 1944, Быдгощ, Куявско-Поморское воеводство) — российский инженер-архитектор и преподаватель, профессор, мастер модерна.

## Биография
Родился 30 ноября 1863 года в Варшаве.
Получил среднее образование в Варшавском реальном училище. В 1884 году поступил в Институт гражданских инженеров в Санкт-Петербурге, который окончил в 1889 году с серебряной медалью за лучшие архитектурные проекты. Затем поступил в Императорскую Академию художеств (ИАХ), которую окончил в 1891 году. Во время учёбы в ИАХ дважды награждался золотыми и серебряными медалями. За «Проект гостиницы в столичном городе» был удостоен в 1893 году звания классного художника архитектуры 1-й степени.
После окончания образования преподавал в Академии художеств (1893—1895). С 1894 года — член Петербургского общества архитекторов. С 1895 до 1917 года преподавал в Институте гражданских инженеров.
С 1899 года преподавал архитектуру в Институте инженеров путей сообщения. С того же года состоял в комитете по сооружению в Москве гостиницы «Метрополь». В 1910 году стал заведующим архитектурного отделения института, в 1914 году получил должность профессора. Также преподавал в Технологическом институте и Женском политехническом институте. Являлся членом редакционной комиссии Общества архитекторов-художников, входил в совет редакции журнала «Зодчий». Работал в Музее Старого Санкт-Петербурга. Имел небольшую частную практику. Как член жюри участвовал в организации многих архитектурных конкурсов.
После 1918 года был начальником отдела в Строительном управлении польского Министерства военных дел. Был награждён орденом Святой Анны 2-й степени (1901), орденом Крест Заслуги (Польша).
Умер в 1944 году в Быдгоще.

## Проекты и постройки
- Надгробный памятник архитектору Н. Е. Ефимову, совместно с И. В. Жолтовским (1896—1897, Санкт-Петербург, Новодевичье кладбище);
- Проектирование гостиницы «Метрополь» после пожара 1901 года, совместно с архитектором П. П. Висневским и др. (1901—1905, Москва, Театральная площадь, 1);
- Здание виллы-пансионата «Ирэн» с башнями в готическом стиле (1901); находилось по адресу: Нарва — Йыэсуу, Губернаторский проспект, 34[5]; не сохранилось.
- проект коммерческой гимназии в Баку (1904) — соавторы: Юзеф Падлевский, Казимеж Сколимовский (I премия на конкурсе);
- проект реального училища в Вятке (1905) — соавторы: Ю. Падлевский, К. Сколимовский (II премия на конкурсе);
- Конкурсный проект Ремесленного училища (1900-е, Полтава);
- Храм Святейшего Сердца Иисуса (1907—1917, Санкт-Петербург, Улица Бабушкина, 57);
- Жилой дом-комплекс А. Н. Перцова, совместно с И. А. Претро (1910—1912, Санкт-Петербург, Лиговский проспект, 44);
- Строительство здания Музея Министерства путей сообщения (1911—1912, Санкт-Петербург, Садовая улица, 50).
- Дом морского собрания в военном порту Лиепаи, Латвия.

## Публикации
- Программа 2 архитектурного конкурса им. Викт. Андр. Шретера на застройку территории Тучкова Буяна зданиями для выставок и съездов // Зодчий. — СПб., 1912. — № 32.
- Отзыв комиссии судей по второму архитектурному конкурсу им. В. А. Шретера, объявленному им на застройку территории Тучкова Буяна зданиями для выставок и съездов в СПб // Зодчий. — СПб., 1912. — № 50.
- Программа конкурса на составление проекта барского дома-особняка в г. Киеве // Зодчий. — СПб., 1914. — № 4. — С. 74.
- Программа конкурса на переустройство и расширение здания Управы в Петербурге // Зодчий. — СПб., 1914. — № 7. — С. 82—86.
- Отзыв комиссии судей по проекту здания Земского банка Херсонской губернии в г. Одессе // Зодчий. — Петроград, 1915. — № 15. — С. 75—79.
- Отчёты на запросы по конкурсу проектов здания здравницы в Царском Селе // Зодчий. — Петроград, 1916. — № 33.
- Отзыв комиссии судей по конкурсу проектов здания здравницы в Царском Селе на 200 кроватей // Зодчий. — Петроград, 1916. — № 52.